# Wout van Wengerden
Wout van Wengerden (Monnickendam, 16 februari 1987) is een Nederlandse atleet, die zich heeft toegelegd op het polsstokhoogspringen. Hij verzamelde in zijn juniorentijd op dit atletiekonderdeel vier nationale titels en nam deel aan de Europese jeugdkampioenschappen in 2005, de wereldkampioenschappen voor junioren in 2006 en het Europees kampioenschap voor atleten onder 23 jaar in 2007.

## Biografie

### Jeugd
Van Wengerden wist al heel vroeg, dat hij polsstokhoogspringer wilde worden. Zijn eerste prestaties van enige importantie dateren uit 2001. Als veertienjarige sprong hij reeds over 3,30 m. Twee jaar later was hij opgeklommen naar een hoogte van 4,70 en op zijn zeventiende had hij met een PR van 5,03 de 5-metergrens reeds overbrugd.
Nauwelijks zestien jaar oud verliet Wout van Wengerden zijn ouderlijk huis in Monnickendam en ging bij een gastgezin wonen in het Limburgse Nieuwstadt, dicht bij de atletiekhal van AV Unitas. Hij besefte dat als hij de top wilde halen, een dergelijke stap noodzakelijk was. Het was voor de jonge Noord-Hollander natuurlijk wel even wennen in het verre Limburg, maar het feit dat moeder Fieke Smeets van oorsprong Limburgse is zal zeker hebben meegeholpen. Inmiddels is Van Wengerden zozeer ingeburgerd, dat hij sinds begin 2008 op zichzelf woont in een appartement in Sittard. En nadat hij in 2007 werd onderscheiden met de Sportprijs van de Provincie Limburg als grootste sporttalent van het jaar, lijkt onder de autochtone Limburgers de discussie over de vraag, of die 'Hollenjer' nu wel of niet als een volbloed Limburger moet worden beschouwd, definitief te zijn verstomd.

### Eerste successen
In 2005 nam Van Wengerden voor de eerste maal deel aan een groot internationaal toernooi, de Europese jeugdkampioenschappen in Kaunas. Enkele weken voordat clubgenoot Rens Blom in Helsinki naar de allereerste wereldtitel van een Nederlandse atleet zou springen, werd Wout van Wengerden met 5,00 achtste bij de junioren. Een veelbelovend internationaal debuut van de ambitieuze vwo'er, die eerder dat jaar bij zijn allereerste optreden op nationale seniorenkampioenschappen met 5,00 vierde was geworden op het NK Indoor en met 4,95 vijfde op het NK Outdoor.
In 2006 behaalde Van Wengerden op nationaal niveau tweemaal brons bij zowel het NK Indoor als het NK Outdoor. In Peking overleefde hij dat jaar in augustus bij het WK voor junioren, ondanks een sprong over 5,00, de kwalificaties niet. Intussen krikte hij zijn PR dat jaar verder op naar 5,21.
Ook in 2007 wist Wout van Wengerden de opwaartse prestatiecurve te continueren. Op het NK Indoor in Gent werd hij wederom derde, waarna hij op het EK voor neo-senioren in Debrecen in juli misschien wel zijn fraaiste prestatie tot nu toe neerzette: hij werd er achtste met een sprong over 5,40!

### Met grote sprongen vooruit
Intussen gaat Wout van Wengerden onverdroten door op het ingeslagen pad. De import-Limburger, die inmiddels sportmarketing studeert aan de Johan Cruijff university, behaalde begin 2008 bij het NK Indoor in Gent ditmaal met een sprong over 5,35 een zilveren medaille achter Laurens Looije. Bij zijn eerste optreden in het buitenseizoen, op 24 mei 2008, vestigde hij tijdens de FBK Games in Hengelo voor de allereerste maal de aandacht van het grote publiek op zich. Waar Rens Blom nog worstelde met zijn wedstrijdritme en niet verder kwam dan 5,30, slaagde Wout van Wengerden erin om de 5,50 te overbruggen. Hij bereikte er in het toch bepaald niet kinderachtige deelnemersveld een vijfde plaats mee.
Zijn ontwikkeling gaat echter met reuzensprongen, want op 8 juni 2008 sprong Van Wengerden tijdens een competitiewedstrijd in Helmond over 5,55. Daarmee staat hij op de Nederlandse ranglijst aller tijden inmiddels op een vijfde plaats achter Rens Blom (5,81), Christian Tamminga (5,76), Laurens Looije (5,71), atleten die met Van Wengerden tien tot veertien jaar in leeftijd schelen, en Robbert-Jan Jansen (5,60).

## Nederlandse kampioenschappen
Outdoor
| Onderdeel            | Jaar |
| -------------------- | ---- |
| polsstokhoogspringen | 2009 |

Indoor
| Onderdeel            | Jaar |
| -------------------- | ---- |
| polsstokhoogspringen | 2012 |

## Persoonlijke records
Outdoor
| Onderdeel            | Prestatie | Datum       | Plaats  |
| -------------------- | --------- | ----------- | ------- |
| polsstokhoogspringen | 5,55 m    | 8 juni 2008 | Helmond |

Indoor
| Onderdeel            | Prestatie | Datum           | Plaats    |
| -------------------- | --------- | --------------- | --------- |
| polsstokhoogspringen | 5,41 m    | 16 januari 2010 | Luxemburg |

### Prestatieontwikkeling
| Jaar | Outdoor | Indoor |
| ---- | ------- | ------ |
| 2001 | 3,30    | -      |
| 2002 | 3,80    | 3,40   |
| 2003 | 4,70    | 4,20   |
| 2004 | 5,03    | 4,90   |
| 2005 | 5,11    | 5,05   |
| 2006 | 5,21    | 5,06   |
| 2007 | 5,40    | 5,15   |
| 2008 | 5,55    | 5,35   |
| 2009 | 5,55    | -      |
| 2010 | 5,42    | 5,41   |
| 2011 | 5,45    | 5,22   |

## Palmares

### polsstokhoogspringen
- 2005: 4e NK indoor - 5,00 m
- 2005: 5e NK - 4,95 m
- 2005: 8e EJK
- 2006: 10e kwal. WJK - 5,00 m
- 2006:  NK indoor - 4,85 m
- 2006:  NK - 5,02 m
- 2007:  NK indoor - 5,15 m
- 2007: 8e EK U23 - 5,40 m
- 2008:  NK indoor - 5,35 m
- 2008: 5e FBK Games - 5,50 m
- 2009:  NK - 5,42 m
- 2009: 12e EK U23 - 5,15 m (in kwal. 5,40 m)
- 2010:  NK indoor - 5,32 m
- 2010:  NK - 5,20 m
- 2011:  NK indoor – 5,22 m
- 2011:  Gouden Spike - 5,30 m
- 2011:  NK - 5,35 m
- 2012:  NK indoor - 5,32 m